# William Smith (marin)
Pour les articles homonymes, voir William Smith et Smith.

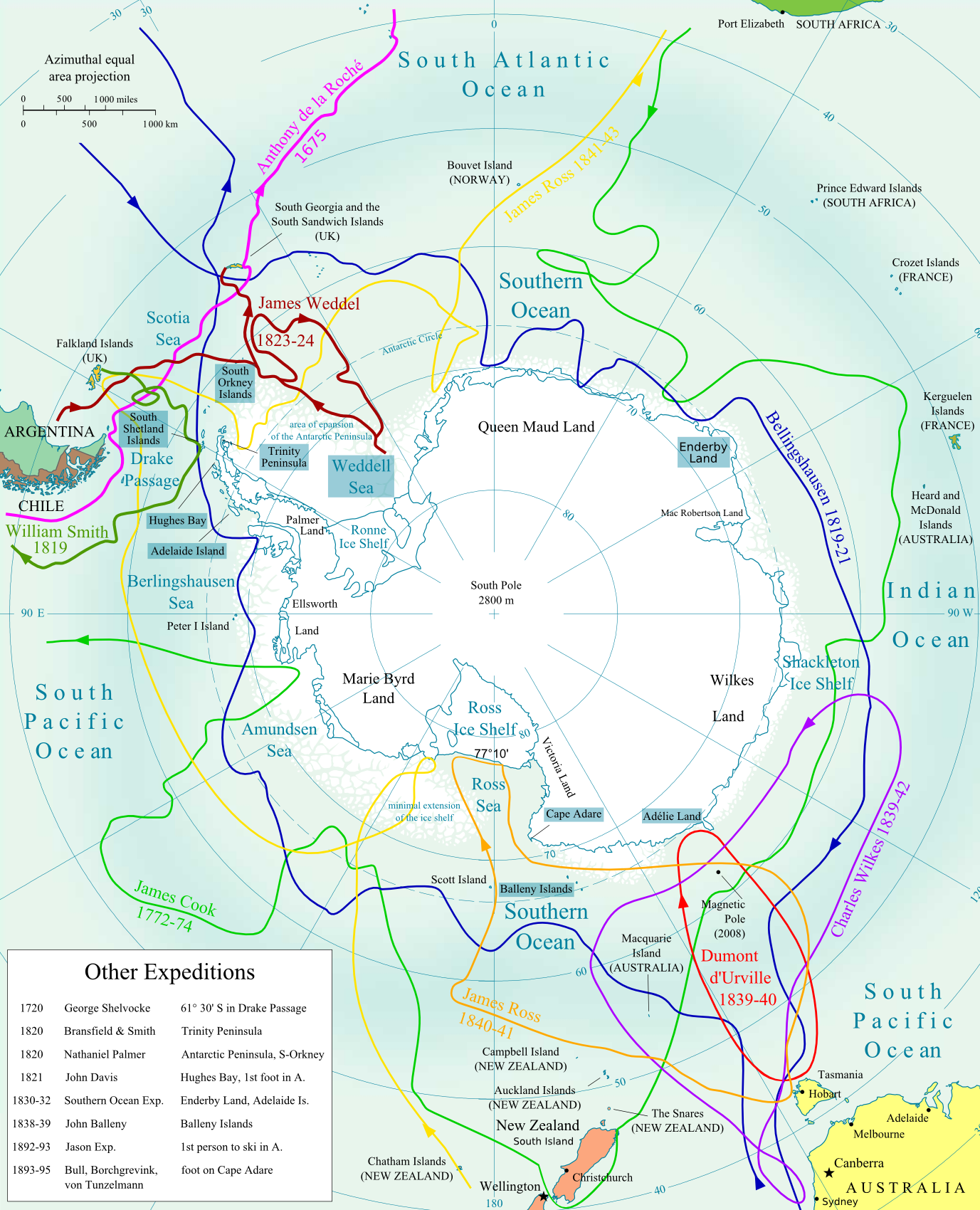

William Smith, né à Seaton Sluice le 11 octobre 1790 et mort à Blyth en 1847, est un officier de marine britannique, connu pour avoir découvert les Îles Shetland du Sud, un archipel près de l'Antarctique.

## Biographie
En 1819, alors qu'il naviguait sur le Williams de Buenos Aires à Valparaíso, il dévie sa route vers le sud du cap Horn dans l'intention de profiter de vents favorables. Le 19 février 1819, il aperçoit une terre jusqu'alors inconnue à 62° Ouest, sans y débarquer. Les autorités navales doutent alors de sa découverte mais, au cours d'un second voyage, le 16 octobre 1819, il débarque sur l'île principale. Il baptise l'île principale île du Roi-George et l'archipel, les îles Shetland du Sud, d'après les îles Shetland situées au nord de son village natal. Début 1820, la Royal Navy envoie Smith en compagnie du lieutenant Edward Bransfield à bord du Williams pour confirmer la découverte.
Ils débarquent sur l'île du Roi-George et l'explorent pendant une semaine. Le 27 janvier 1820, ils remettent les voiles et naviguent au large des côtes des îles Shetland du Sud. Le 29 janvier, ils poursuivent le voyage en direction du sud dans des conditions météorologiques difficiles. Le 30 janvier, l'expédition atteint l'île Deception et, plus tard dans la même journée, elle aperçoit une chaîne de montagne orientée nord-est/sud-ouest. Il s'agit probablement de la péninsule Trinité, qui est la région la plus septentrionale de la péninsule Antarctique. Le Williams poursuit son voyage à travers l'Île de l'Éléphant et l'Île Clarence.
Le 27 janvier 1820, Fabian von Bellingshausen, à bord du sloop-de-guerre Vostok, avait aperçu la côte de la côte de la Princesse-Martha, à l'est de l’Antarctique.